# 加羅丘陵
加羅丘陵是印度的丘陵，位於該國東北部梅加拉亞邦，屬於帕凱山的一部分，最高點海拔高度1,412米，首府西隆處於該丘陵的山腳。